# Gilberto de Witt
Gilberto de Witt (em neerlandês: Gijsbert de Witt; Dordrecht, 19 de julho de 1611 — 1692) foi um administrador colonial neerlandês do século XVII. Servindo à Companhia das Índias Ocidentais, foi diretor (governador) da Capitania da Paraíba de 1644 a 1645.